# ماكس برانز
ماكس برانز (بالهولندية: Max Bruns) هو لاعب كرة قدم هولندي، ولد في 6 نوفمبر 2002.